# Carl Hatch
Pour les articles homonymes, voir Hatch.
Carl Atwood Hatch (27 novembre 1889 - 15 septembre 1963) est un sénateur des États-Unis du Nouveau-Mexique puis plus tard un juge de district des États-Unis au tribunal fédéral pour le district du Nouveau-Mexique.

## Éducation et carrière
Hatch est né le 27 novembre 1889, à Kirwin, dans le comté de Phillips, au Kansas, fils d'Esther Shannon (Ryan) et d'Harley Atwood Hatch. Il suivit sa scolarité dans les écoles publiques du Kansas et de l'Oklahoma puis reçu un Bachelor of Laws en 1912 de l'école de droit de Cumberland (alors part de la  Cumberland University, aujourd'hui faisant partie de la Samford University) et est admis au barreau la même année. Il devint avocat à El Dorado, dans l'Oklahoma de 1912 à 1916 puis à Clovis, au Nouveau Mexique en 1916 et de  1929 à 933. Il fut assistant au procureur général du Nouveau Mexique de 1917 à 1918. Il fut collecteur des impôts pour le Nouveau Mexique de 1919 à 1922. Il fut juge du Nouveau Mexique pour le 9e district judiciaire de 1923 à 1929. Il servit au Conseil des examinateurs du barreau pour l'Etat de 1930 à  1933.

## Sénateur
Hatch est nommé le 10 octobre 1933 sénateur  démocrate au Sénat des États-Unis, et a ensuite été élu le 6 novembre 1934 pour combler la vacance du poste à la suite de la démission de Sam G. Bratton. Il a été réélu en 1936 et de nouveau en 1942 et ne fut pas candidat à sa réélection en 1948, servant ainsi plus de 15 ans au Sénat. Il est surtout connu comme l'auteur du «Hatch Act» de 1939 et 1940, empêchant les employés fédéraux de s'engager dans des activités politiques. Il a été président du Comité sur les privilèges et  les élections du 77e Congrès des États-Unis et président du Comité des terres publiques et des levés pour les 77e, 78e et 79e Congrès des États-Unis .

## Juge fédéral
Hatch a été nommé par le président Harry S. Truman le 13 janvier 1949, à un siège au tribunal de district des États-Unis pour le district du Nouveau-Mexique, laissé vacant par le juge Colin Neblett. Il a été confirmé par le Sénat des États-Unis le 17 janvier 1949 et est entré en fonction le 21 janvier 1949. Il a été juge en chef de 1954 à 1963. Il a obtenu le statut de senior le 5 avril 1963. Il meurt à Albuquerque, au Nouveau-Mexique alors qu'il est encore en poste le 15 septembre 1963 et est inhumé au cimetière Fairview Park.

## Voir également
- Loi Hatch de 1939